# کاباره ولتر (گروه موسیقی)
کاباره ولتر (انگلیسی: Cabaret Voltaire) گروه موسیقی تجربی انگلستانی بود که سال ۱۹۷۳ در شفیلد شکل گرفت. نام گروه برگرفته از کاباره‌ای به همین نام بود، با سبکی متأسی از آن که در قالب آثار دادائیستی مبتنی بر هنر اجرا و آزمایشگری با ضبط‌های نواری نمود می‌یافت و کابارهٔ ولتر را به‌عنوان یکی از پیشگامان موسیقی اینداستریال در میانهٔ دههٔ ۱۹۷۰ معرفی کرد.
کابارهٔ ولتر در دورهٔ پست پانک با تلفیق بدیع گرایش‌های تجربی خود با موسیقی‌های رقص، موج نو و پاپ اقبال یافت و اکنون از خلاق‌ترین و تأثیرگذارترین گروه‌های الکترونیک دورهٔ خود به‌شمار می‌رود.